# Mezőkövesd-Zsóry SE
Mezőkövesd-Zsóry SE is een Hongaarse voetbalclub uit Mezőkövesd.

## Geschiedenis
De club werd in 1975 opgericht. In 1996 promoveerde de club naar de Nemzeti Bajnokság III waaruit het in 2000 voor één seizoen wegviel naar de regionale amateurreeksen. In 2007 promoveerde de club na play-offs naar de Nemzeti Bajnokság II, maar degradeerde in 2008 direct weer. Na het kampioenschap op het derde niveau een jaar later keerde Mezőkövesd-Zsóry terug in de Nemzeti Bajnokság II. In 2013 werd de oostelijke groep gewonnen waardoor de club in het seizoen 2013/14 voor het eerst in de Magyar Labdarúgó Liga uitkwam. De club degradeerde direct weer, maar keerde in 2016 na een tweede plaats weer terug op het hoogste niveau. In het seizoen 2019/20 bereikte Mezőkövesd-Zsóry SE de finale om de Hongaarse voetbalbeker waarin Budapest Honvéd met 2-1 te sterk was.

## Eindklasseringen vanaf 1994
| 5 |

| 2 |

| 1 |

| 5 |

| 7 |

| 4 |

| 15 |

| 3 |

| 4 |

| 5 |

| 3 |

| 2 |

| 5 |

| 3 |

| 16 |

| 1 |

| 5 |

| 2 |

| 5 |

| 1 |

| 15 |

| 4 |

| 2 |

| 9 |

| 9 |

| 6 |

| 4 |

| 8 |

| 10 |

| 7 |

| 12 |

| 6 |

| NB I | NB II | NB III | NB IV |